# Empicoris rubromaculatus
Empicoris rubromaculatus is een wants uit de familie van de roofwantsen (Reduviidae). De wetenschappelijke naam van de soort werd in 1888 als Ploiariodes rubromaculatus gepubliceerd door Thomas Blackburn.

## Uiterlijk
De soort is langvleugelig (macropteer) en kan 4,5 tot 6 mm lang worden. Met hun lange slanke poten lijken de wantsen uit het geslacht Empicoris enigszins op muggen. De lange antennes en poten zijn wit met zwarte ringen. De kop, de voorvleugels, het halsschild en scutellum zijn bruin. Het scutellum heeft de vorm van een doorntje. Door de roodachtige vleugelvlekken (pterostigma) op de witgeaderde bruine voorvleugels en de niet geheel doorlopende witte streep op de zijkant van het halsschild is de wants te onderscheiden van de verder zeer gelijkende muggenwants (Empicoris vagabundus).

## Leefwijze
De wants leeft in diverse planten waar hij jaagt op kleine insecten zoals stofluizen (Psocoptera) en bladvlooien (Psyllidae).

## Leefgebied
Na een eerste vondst in Nederland in 2010 is de soort daarna tot 2017 niet meer gevangen. De soort is in Nederland zeer zeldzaam en komt verder voor in Europa, Japan, Australië, Zuid-Afrika en de Verenigde Staten